# Zephyrarchaea barrettae
Zephyrarchaea barrettae es una especie de araña del género Zephyrarchaea, familia Archaeidae. Fue descrita científicamente por Rix & Harvey, 2012.
Habita en Australia. Ha sido encontrada exclusivamente en Talyuberlup Peak.